# 연합군 점령하 독일
연합군 점령하 독일은 1945년 5월 8일 나치 독일이 제2차 세계대전에서 무조건 항복과 패망으로 4개국 연합군 (미국, 영국, 프랑스, 소련)이 분할 통치한 것을 말한다.
패전국인 독일의 무정부상태를 막기 위해 1945년 6월 5일부터 4개국에 의해 통치가 불가피했었다. 독일의 행정권과 통치권은 연합군이 수행하게 되었고, 군대도 해산되었으며, 나치의 지도자들도 모두 체포되었다.
독일은 제2차 세계대전 기간 동안 약 500만명의 사람이 희생되었고, 이 가운데 50만명은 폭격으로 사망하였다. 패전 이후 독일 동프로이센, 동부 지역(포메른 지방, 슈테텐 지방 등)은 소련과 폴란드에 양도되었다. 이 기간 동안 독일은 식량 보급이 사실상 마비된 상태였고 지하 경제가 성행하였고 범죄가 증가했으며, 위생 시설의 부족 등으로 전염병이 돌았었다.
영미의 관할지역을 베스트조네(Westzone), 거기에 프랑스 관할지역을 더해 트리조네(Trizone)라고 했으며 소련 관할지역을 오스트조네Ostzone)라고 했다. 한편 미국과 소련은 양국의 합의하에 독일 문제를 해결한다는 것이 불가능하게 되자 서방 연합국 점령 지역인 트리조네를 자유 시장원칙에 의한 독일 연방공화국(서독)으로 탄생시켰고, 소련군 점령지역인 오스트초네에서는 계획 경제를 고수하는 독일 민주 공화국(동독)이 탄생하였다. 그 결과 독일은 냉전의 시대 대립과 분단의 시대를 겪게 된다.

## 역사

### 배경

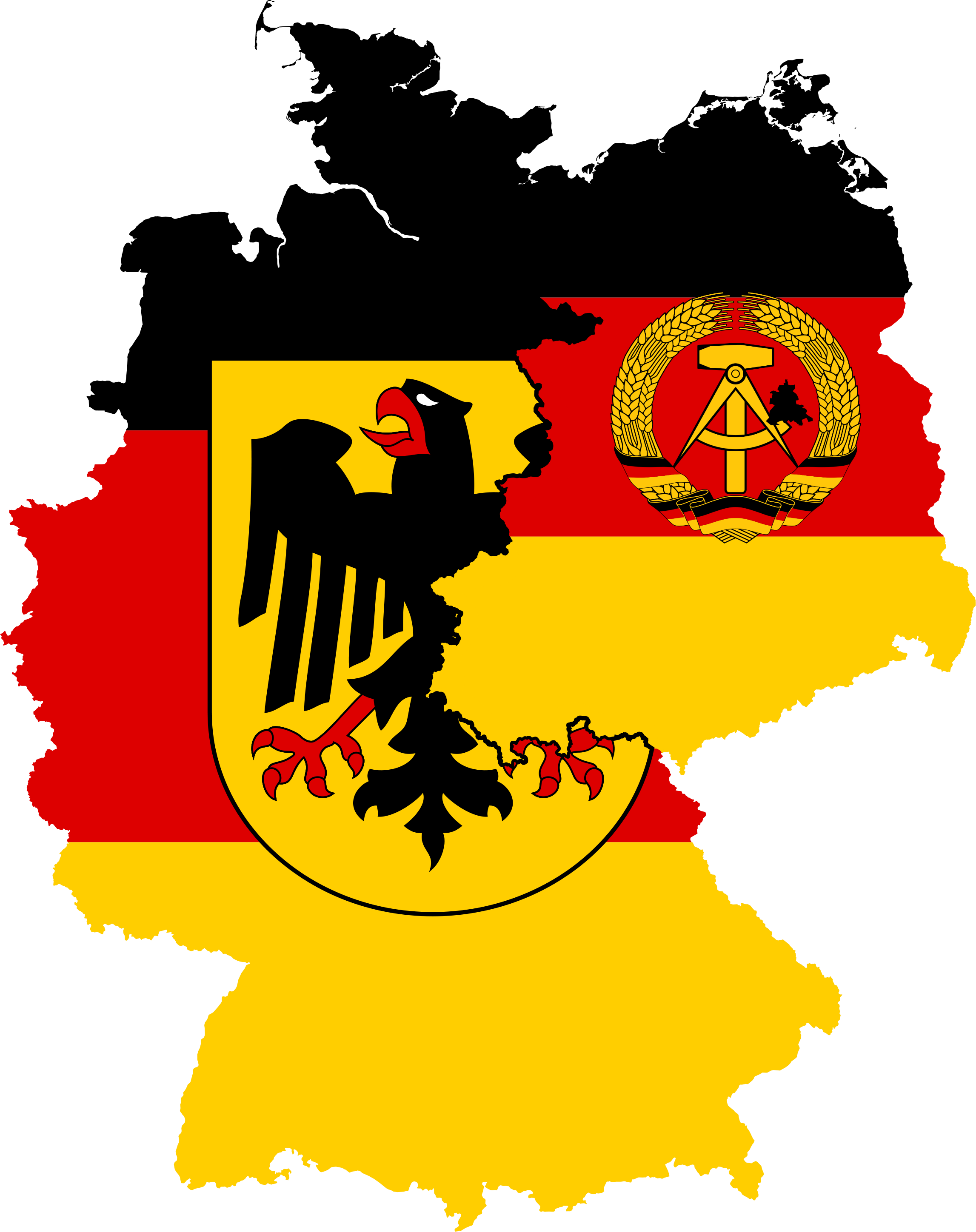
독일의 수립

1945년 5월 나치 독일의 항복으로 제2차 세계대전은 종식되었고 독일은 연합국의 통치를 받기 시작했다. 패전국인 독일의 무정부 상태를 막기 위해 연합국은 1945년 6월 5일부터 4개국에 의해 분할 통치했다. 따라서 독일의 행정권과 통치권은 연합군이 수행하게 되었고, 군대도 해산되었으며 나치의 지도자도 모두 체포되었다.
1945년부터 1949년까지의 독일은 황폐화된 토지가 많아 식량 문제는 빨리 해결되지 못했다. 계속된 영양 부족으로 기아와 고통이 일반화되어 충분한 영양분을 섭취하지 못한 국민들은 전염병에 쉽게 감염되었다.
전쟁의 폭격으로 대부분의 산업 시설은 잿더미 속에 묻혀 가동이 중단되었다. 1945년 제2차 세계 대전이 종식되었을 때 독일의 피해상황을 보면 교통 시설은 40%, 주거 시설은 15%, 산업 시설은 20%가 파괴되었다. 1945년 독일의 산업 생산량은 1938년 전쟁 이전의 3분의 1 수준에 불과했으며, 시장 경제는 제대로 운영되고 있지 않았다. 1945년 전쟁 후 4개국 연합국 점령 지역에는 약 5천만명의 인구가 살고 있었다. 1946년에는 피난민과 구제국(동프로이센 지역과 슈테텐 지방 등)에서 추방된 독일인의 유입으로 인구가 6천 6백만에 이르렀다. 짧은 기간동안에 인구는 약 30% 이상 증가하여 주택 수급에 대한 문제가 드러나게 되었다.
그 밖에 전쟁 후 독일은 에너지 공급에서도 많은 어려움을 겪었으며 총체적 위기를 겪게 되었다.

### 뉘른베르크 전범 재판
1945년 8월 8일 연합국은 전쟁범죄자들을 처벌하기 위해서 조약을 체결했다. 군사 재판의 재판관들은 미국, 영국, 프랑스, 소련에서 파견한 법무관으로 구성되었으며, 재판 대상자들은 나치스 주요 인사들과 전범 및 전쟁 동안 민간인을 학살한 사람이었다. 피고인 외에도 나치 정부 시절 중추적인 역할을 했거나 나치 정부를 지원했던 단체나 기관들도 재판의 대상이었다. 1945년 10월에 베를린에서 24명의 전범자들에 대한 공판이 열렸는데 이들 대부분은 나치당의 주요 간부와 정치인들, 군대 지휘관들이었다. 같은 해 11월 재판 장소를 뉘른베르크로 옮겼다.
재판 결과 총 24명의 피고인 중 12명에게 사형, 3명에게 종신형, 그 외 각각 10년형, 20년형 판결이 내려졌다. 뉘른베르크 재판에 이어 각 점령 지역마다 따로 군사재판이 열리게 되어 나치 친위대를 비롯해 외무부와 외교관, 나치 정권에 협력했던 기업들이 회부되어 전범 재판받았다.

#### 나치 청산 작업
포츠담 협정에서 합의되었던 나치 청산 작업은 연합국 점령 지역별로 각각 다르게 진행되었다. 나치 정부 기관이나 협력단체에 대해서는 관계된 사람들에게 도덕적 책임을 물어 공직에서 추방시켰으며 일부는 사회로부터 격리시켰다.

### 경제 정책
연합국들은 다 같이 독일의 재무장 불가로 의견이 모아져 군수 산업을 육성하지 못하게 했다. 협정의 결정에 따라 중화학 공업이 주축이 된 독일의 대기업을 해체하고 농업경제를 발달시켜 국민들을 기아에서 빠른 시일 내에 구제하기로 했다. 전쟁과 관계되지 않은 생활필수품과 관련된 산업을 육성하고 경제를 지방으로 분산하여 발전시키기로 했다.
|연합국의 경제 정책 기본 목표는 독일 경제의 잠재력을 파괴하여 전쟁의 토대가 되는 모든 중화학 공업을 철거하여 다시는 전쟁을 일으키지 못하도록 하는 것이었다. 그런데, 독일 경제발전 계획과 관련하여 서방을 대표하는 미국과 소련은 심한 의견 차이를 가지고 있었다. 서방연합군은 독일 점령 기간 동안 독일을 다시 재건하여 경제적으로 자립하는 것을 고려하고 있었으나, 소련은 자국의 실리를 위해 전쟁 기간 중 피해를 만회하는 것에 관심을 가지고 있었다.

## 4개국 점령지
| 점령국가 | 점령지역(주)                                               | 면적(km) | 비율(%) |
| -------- | ---------------------------------------------------------- | -------- | ------- |
| 프랑스   | 라인란트팔츠,쥐트바덴,뷔르템베르크-호엔촐렌,자를란트       | 40,126   | 11      |
| 영국     | 노르트라인베스트팔렌,니더작센,슐레스비히홀슈타인,함부르크  | 97,722   | 28      |
| 미국     | 바이에른,헤센,뷔르템베르크 바덴,브레멘                     | 107,459  | 31      |
| 소련     | 작센,작센안할트,튀링겐,브란덴부르크,메클렌부르크포어포메른 | 107,173  | 30      |

### 미국과 영국의 지역통합
1947년 1월 1일부터 미군과 영국군 점령 지역이 하나로 통합되었다. 양국의 점령 지역 통합은 미국의 독일 정책 변화를 의미한다. 미국의 독일 주둔 사령관은 처음으로 서독(Westdeutschen)이라 불렀다. 이는 소련과 독일 점령 정책의 통일을 기할 수 없다는 것을 예고하는 것이었다.
1947년 4월 모스크바 외무부 장관 회의가 결렬되자 미국, 영국 통합지역에서는 경제위원회를 구성했다. 경제위원회는 1947년 6월 25일 구성되어 프랑크푸르트에 상주했다. 이 기구는 52명의 위원으로 구성되었으며 인구 75만 명 당 1명의 위원을 선출했다. 당의 소속을 보면 기독교 연합(이하 '기민당'이라 불림.)에서 20명, 사민당에서 20명이 선출되어 양당이 균형을 이루었으며 그 외는 군소 정당이 차지했다. 경제위원회의 임무는 경제, 교통, 우편, 재정 그리고 농업에 관해서 법률을 제정할 수 있는 권한을 보유했다. 미국과 영국도 이 기구의 활동을 인정했지만, 본국에서 파견된 약 900명의 전문가들이 독일 경제를 통제하고 감시했다.
한편 이 무렵 미국과 소련간의 대립이 심화되면서, 1947년 6월 5일 미국의 국무장관 조지 마셜은 하버드 대학 연설에서 전후 유럽의 경제 재건을 위해 차관을 양도할 용의가 있다고 밝혔다. 이에 따라 미국의 '마셜 플랜' 정책이 시행되었다. 마셜 플랜은 미국의 독일 정책의 변화로 부유한 유럽 건설을 위해 독일이 반드시 경쟁력 있는 국가가 되어야 한다는 것이다. 독일의 경제 재건을 위해 1947년 8월 서방 연합국은 독일에 가했던 산업 생산량의 제한을 해제했다.
마셜 플랜의 단기적 목적은 전쟁 후 어려움에 처해 있는 유럽을 굶주림과 배고픔, 가난과 절망, 혼란 등에서 구출하는 것이고 장기적인 목적은 서유럽의 경제와 정치를 안정시켜 서방 세계가 자본주의 체제를 확고히 다지는 것이다. 그리고 서유럽의 정치적, 경제적 안정은 소련의 영향력이 서독까지 확대되는 것을 조기에 차단하는 것이다. 이러한 마셜 플랜 정책은 서독의 경제 재건에 절대적으로 기여했는데 마셜 플랜에 의한 원조는 1948년 5월에 시작되었고, 산업 분야의 시설 투자는 1948년 10월부터 시작되었다.

### 소련군 점령 지역

#### 친소 인사 귀국
소련군 점령 지역이 공산주의 국가로 전환하는 과정에서 국내 공산주의자들을 무시한 채 소련의 사주를 받은 친소련계 공산주의자들이 주역으로 등장했다. 나치 독일 시절 탄압을 피해 소련으로 망명한 울브리히트 등은 제2차 세계대전때 '국민위원회'(Nationalkomittees)를 조직하여 반 나치스 독일 운동을 전개했다.

#### 개혁
1945년 5월 1일 소련의 베를린점령과 함께 이들은 울브리히트 계열의 공산당 당원들로 독일의 행정 제도를 소련식으로 전환하는데 일익을 담당했다. 이들은 행정뿐만 아니라 문화영역까지도 장악하기 위해 철저한 계획과 비전을 제시했다. 소련에서 귀국한 공산당원들은 독일 사회민주당 좌파와 결탁하여 사회주의 국가 건설을 위해 주민들의 지지를 얻고자 했는데, 제일 먼저 토지개혁을 실시해 농민계층을 사회주의 국가 건설의 지지 세력으로 이용했다. 그밖에도 산업개혁을 실시하여 부르주아 계급이 소유한 공장과 나치주의자들이 소유한 재산을 몰수하여 국유화하거나 또는 소련 소유의 주식회사로 전환했다.

#### 독일 공산당 창당
소련군 점령 지역에서 제일 먼저 독일 공산당이 창당되었다. 창당 과정에서 소련으로 망명했던 울브리히트, 아커만, 소보트카 등이 중추적 역할을 했다. 사회민주당은 오토 그로테볼이 중심에 있었다. 사민당의 지도부는 노동자를 지지 기반으로 하는 공산당과 경쟁하면 표가 분산되어 노동자를 규합하는 데 불리하다고 판단하여 사민당은 공산당과 합당을 선호했다. 그러나 공산당은 합당을 반대하는 입장이었지만 노동자들의 규합을 위해 두 당의 합당은 필수적이었다. 결국 소련군 점령 지역에서 두 당이 합당한 통일사회당이 가장 큰 정당이 되었다. 이 통합사회당은 소련의 점령 정책이 혼선 없이 계획대로 진행되게 했다. 정당의 활동은 소련의 군사위원회 명령에 따를 수 밖에 없었다. 한편, 서방연합국 점령 지역에서 독일연방공화국(서독)이 탄생하자 소련군 점령 지역도 공산주의 이념을 모델로 국가를 건설을 서두르고 있었다. 소련군 점령 지역은 여러 경로를 통해 1949년 10월 9일 공산주의 체제를 국가 이념으로 한 독일민주공화국(동독)이 수립되었다.

### 베를린 봉쇄

베를린 시 4개국 연합군 분할 점령.

1948년과 1949년 사이에 소련이 미국, 영국, 프랑스가 제2차 세계 대전 이후에 장악했던 서베를린의 관할권을 포기하도록 하기 위해 봉쇄를 취하게 된다. 전쟁으로 먹을 것이 부족해진 상태에서 서베를린 주민들의 생활고가 베를린 봉쇄로 더욱 심각해졌으며, 연합국은 항공기로 식량과 연료를 제공하였다. 그후 서독, 동독이 수립되었다. 그리고 1961년 베를린 장벽이 건설되었다. 1989년에 장벽이 무너지고 1990년에 통일됐다.

## 같이 보기
- 독일의 역사
- 냉전
- 서독
- 동독
- 연합군 점령하 일본
- 연합군 점령하 오스트리아

## 참고 자료
- <이야기 독일사>, 박래식 저, 청아출판사.
- <사진과 그림으로 보는 케임브리지 독일사>,마틴 키친 저/유정희 역, 시공사 출판사.
- <분열과 통일의 독일사>, 메리 풀브룩 저/김학이 역, 개마고원 출판사.
- <먼나라 이웃나라 3- 도이칠란트 편>, 이원복 저/그림, 김영사 출판사.